# Toru Furuya
Toru Furuya (古谷 徹; Furuya, Tôru, Kanagawa, 31. srpnja 1953.) je japanski seiyuu, tj. sinkronizacijski glumac koji posuđuje glas u animeima. Najpoznatiji je po anime serijama "Sailor Moon", "Dragonball", "Saint Seiya" i "Kimagure Orange Road".
Furuya je rođen 1953. u Kanagawi. Oženio se dva puta: prvi put za seiyuu Mami Koyama, a nakon razvoda za glumicu Satomi Majima, koja je također seiyuu.

## Izabrana filmografija

### Anime

#### TV
- 21-emon (Wantonaku Kōshaku)
- Akagi (Narration)
- Akūdai Taisakusen Scramble (Jet)
- Black Jack (Dr. Daigo Ōedo)
- Casshern Sins (Casshern)
- Cooking Papa (Toshio Nekkota)
- Detective Academy Q (Hitoshi Shinoda)
- Dragon Ball (Yamcha, Kogamera)
- Dragon Ball GT (Bakku)
- Dragon Ball Kai (Yamcha)
- Dragon Ball Z (Yamcha)
- Dragon Quest (Abel)
- Dr. Slump (Suppaman)
- Groizar X (Jō Umisaka)
- Great Teacher Onizuka (Suguru Teshigawara)
- Highschool! Kimen-gumi (Harumage Don)
- Hyōga Senshi Gaisragger (Ken Shiki)
- Kaizoku Ōji (Kid)
- Katri, Girl of the Meadows (Matti)
- Kimagure Orange Road (Kyōsuke Kasuga)
- Kotetsu Jeeg (Hiroshi Shiba)
- Kyojin no Hoshi (Hyōma Hoshi)
- Maeterlinck's Blue Bird: Tyltyl and Mytyl's Adventurous Journey (Tyltyl)
- Marine Snow no Densetsu (Hiro Umino)
- Marmalade Boy (Shin'ichi Namura)
- Mobile Suit Gundam (Amuro Ray)
- Mobile Suit Zeta Gundam (Amuro Ray)
- Mobile Suit Gundam 00 (Narration, Ribbons Almark)
- Nine (Katsuya Niimi)
- Nanako SOS (Shūichi Iidabashi)
- One Piece (Daddy the Father)
- Plawres Sanshiro (Shingu Narita)
- Sailor Moon (Mamoru Chiba/Tuxedo Kamen/Endymion)
- Saint Seiya (Pegasus Seiya)
- Queen Millennia (Daisuke Yomori)
- Space Battleship Yamato III (Daisuke Tokugawa)
- Space Carrier Blue Noah (Shin Himoto)
- Steel Jeeg (Hiroshi Shiba)
- Stop!! Hibari-kun! (Kōsaku Sakamoto)
- The Big O (Bonnie Fraser)
- Kazoku Robinson Hyōryūki Fushigi na Shima no Furōne (Franz Robinson)
- Tokusō Kihei Dorvack (Mugen Shinjin)
- Tōshi Gōdean (Ryōma Okamoto)
- Twin Hawks (ふたり鷹) (Taka Sawatari)
- Ultimate Girl (UFOman)
- Urusei Yatsura (Shingo Oniwaban) and (Tobimaro Mizukonoji)
- Video Senshi Laserion (Takashi Katori)
- Yakyūkyō no Uta (Yamai)

#### OVA
- Arcade Gamer Fubuki (Misteriozna osoba)
- Black Jack (Leslie (mladi))
- Kimagure Orange Road (Kyōsuke Kasuga)
- Kyōfu Shinbun (Rei Onigata)
- Kyūkyoku Chōjin R (Tsuyoshi)
- Legend of the Galactic Heroes (Andrew Fork)
- One Pound Gospel (Kosaku Hatanaka)
- Prefectural Earth Defense Force (Hiroaki Narita)
- Sailor Moon (Mamoru Chiba)
- Saint Seiya: Meiō Hades Jūnikyūhen (Pegasus Seiya)
- Super Mario Bros.: Velika misija spašavanja princeze Peach (Mario)
- Sūpā Mario's Snow White, Sūpā Mario's Momotaro, and Sūpā Mario's Issun-bōshi,  (Mario)
- Urusei Yatsura series (Shingo Oniwaban)
- Utsunomiko: Tenjōhen (Utsunomiko)

#### Filmovi
- Be Forever Yamato (Daisuke Tokugawa)
- Dragon Ball series (Yamcha)
- Dragon Ball Z series (Yamcha)
- Final Yamato (Daisuke Tokugawa)
- Genma Taisen (Jō Azuma)
- The Legend of Sirius (Sirius)
- Lupin III: Dead or Alive (Panishu)
- Kyojin no Hoshi series (Hyōma Hoshi)
- Mobile Suit Gundam I (Amuro Ray)
- Mobile Suit Gundam II: Ai · Senshi Hen (Amuro Ray)
- Mobile Suit Gundam III: Meguriai Uchū Hen (Amuro Ray)
- Mobile Suit Gundam: Char's Counterattack (Amuro Ray)
- Mobile Suit Z Gundam: Heirs to the Stars (Amuro Ray)
- Mobile Suit Z Gundam II: Lovers (Amuro Ray)
- Nine (Katsuya Niimi)
- Paprika (Dr. Kosaku Tokita)
- Pokémon: The First Movie (Sorao)
- Queen Millennia (Daisuke Yomori)
- Sailor Moon (Mamoru Chiba)
- Saint Seiya (Pegasus Seiya)
- Toward the Terra (Tony)
- Ultraman USA (Scott Masterson/Ultraman Scott)

### Videoigre
- Another Century's Episode series (Amuro Ray)
- BS Super Mario Collection (Mario)
- BS Super Mario USA Power Challenge (Mario)
- Cyberbots: Full Metal Madness (Jin Saotome)
- Dragon Shadow Spell (Suihi)
- Excitebike: Bun Bun Mario Battle Stadium (Mario)
- Kessen II (Ryūgentoku)
- Menkyo wo Torō! series (Yūichi Amano)
- Mobile Suit Gundam Series(Amuro Ray)
- Overdrivin' DX (naracija komentara vozila)
- Sega Rally 2 (Narration)
- Ski Jumping Pairs: Reloaded
- Super Robot Wars series (Amuro Ray, Hiroshi Shiba)
- Mobile Suit Gundam: Gundam vs. Gundam (Amuro Ray)

### Live action
- Tokyo Defense Command: The Guardman (epizoda 90, dostavljač)

### Tokusatsu
- UFO Daisensou: Tatakae! Red Tiger (epizoda 1~4, glas Red Tigera)
- GoGo Sentai Boukenger vs. Super Sentai (AkaRed)

### Radio
- Akai Pegasus (Ken Akaba)
- ENEOS Diamond Super Station
- Radio Drama Meltylancer (Kanpachi-sensei)
- Shōnen no Machi ZF (Kenji)

### CD
- Inferious Wakusei Senshi Gaiden: Condition Green (Custer Bennett)
- Koei CD Drama Sangokushi serijal (Ryūgentoku)
- Rusuden Message Show: Anime Star Hen (CD s porukama telefonske sekretarice)
- Slapstick CD Box (PCCG-00744)

## Vanjske poveznice
- IMDb profil
- Toru's Home (službeni site, na japanskom)
- Službeni profil (na japanskom)
- Furuya Tōru na Anime News Network